# 马修·斯莱德
马修·斯莱德（英語：Matthew Slade，1978年4月17日—），新西兰男子田径运动员。他曾代表新西兰参加2000年、2004年和2008年夏季残疾人奥林匹克运动会田径比赛，获得一枚金牌、一枚银牌和一枚铜牌。